# Valérie Loker
Valérie Loker (conocida como Val Loker; Brantford, 1 de mayo de 1980) es una deportista canadiense que compitió en bádminton. Ganó una medalla de plata en los Juegos Panamericanos de 2007, en la prueba de dobles mixto.

## Palmarés internacional
| Juegos Panamericanos | Juegos Panamericanos    | Juegos Panamericanos | Juegos Panamericanos |
| Año                  | Lugar                   | Medalla              | Prueba               |
| -------------------- | ----------------------- | -------------------- | -------------------- |
| 2007                 | Río de Janeiro (Brasil) | Medalla de plata     | Dobles mixto         |